# A Thousand Suns
A Thousand Suns (с англ. — «Тысяча Солнц») — четвёртый студийный альбом американской рок-группы Linkin Park, релиз которого состоялся 14 сентября 2010 года; альбом был слит в сеть за неделю до официального релиза — 7 сентября. Альбом был спродюсирован вокалистом группы Майком Шинодой и Риком Рубином, которые вместе работали над продюсированием предыдущего студийного альбома группы Minutes to Midnight. Сеансы записи для A Thousand Suns проходили на студии NRG Recording Studios в Северном Голливуде с конца 2008 по начало 2010 года.
A Thousand Suns — это концептуальный альбом, посвященный человеческим страхам, таким как ядерная война. Группа заявила, что альбом резко отличается от их предыдущей работы; они экспериментировали с разными и новыми звуками. Шинода сказал MTV, что альбом затрагивает множество социальных проблем и сочетает в себе человеческие идеи и технологии. Название является отсылкой к Бхагавад Гите, строка в которой была впервые популяризирована в 1945 году Робертом Оппенгеймером, который описал атомную бомбу как «яркую, как тысяча солнц». Он также появляется в строчке из первого сингла альбома «The Catalyst». A Thousand Suns — самый длинный студийный альбом Linkin Park на сегодняшний день, его продолжительность составляет 47 минут.

## Предыстория
Третий студийный альбом Linkin Park Minutes to Midnight стал переломным моментом в их творчестве. Поняв, что не хотят делать трилогию, повторяя Hybrid Theory и Meteora, музыканты решили полностью поменять не только звучание, но и подход к записи. На роль продюсера Linkin Park пригласили Рика Рубина, работавшего ранее с Beastie Boys, Red Hot Chili Peppers, AC/DC, System of a Down. То, что третий альбом, вышедший в 2007 году, стал не только менее «тяжёлым», но и менее успешным коммерчески, не заставило Linkin Park отказаться от идеи экспериментирования со звуком.
После выпуска третьего альбома Честер Беннингтон занялся своим сольным проектом Dead by Sunrise, и в 2009 году вышел студийный альбом Out of Ashes. По мнению Беннингтона, его сайд-проект помог Linkin Park тем, что группа избавилась от песен, которые не подходили по концепции для альбома Linkin Park, но подходили для Dead by Sunrise. «Это означало, что у Linkin Park мог бы быть альбом с нехарактерными смысловыми посылами. Это ведь был всего лишь я со своей жалкой болью и куцыми чувствами», — сказал Беннингтон, ссылаясь на свой развод, наркотики и алкоголь.
В качестве подтверждения того, что Linkin Park больше не вернутся к прежнему звучанию, 3 мая Шинода разместил у себя в блоге короткое сообщение:

Люди, которые настаивают на том, что мы — «ню-метал»!

Вы что, серьёзно? Тогда вы все ещё живёте в 2004 году.

С любовью, Майк

LOL
Оригинальный текст (англ.)Dear People Who Insist On Calling It “Nu Metal,”

Seriously? You’re so 2004.

Love,

mike

LOL

## Подготовка к выпуску
Выход A Thousand Suns был намечен на конец 2009 года, но затем был перенесён на начало 2010 года, а потом и на осень того же года. Также группа начала выставлять странные визуализации на своём сайте, которые якобы должны рассказывать о новом альбоме. Одним из них была картинка с двоичным кодом, и если перевести этот двоичный код в буквы, получатся слова. Умельцы с LPU постарались, и в итоге получилась эта фраза:
Brightness falls, the two explode forwards at once in the air, and the beauty would be strong and powerful, destroying land and time
Есть разные версии значения этой фразы, но большинство фанатов склонялись к тому, что это строчка из будущего сингла, однако позднее Майк Шинода в своём Твиттере опроверг эту теорию. Однако на самом деле все оказалось не так просто, слова получались на разных языках:
Falls la luminosité de var to ontplof edastada sekaligus airean, that sería kuin de pracht come yang kuat. Lo sono mäktig, terra-zerstören tyd.
Когда эти слова правильно перевели, это оказалась неполная цитата Роберта Оппенгеймера:
If the radiance of a thousand suns were to burst at once into the sky, that would be like the splendor of the mighty one." и "Now I am become Death, the destroyer of worlds.
,
в которой не хватало именно словосочетания «A thousand suns» — оно и было разгадкой.
Тем временем появились доказательства, что группа снимает новый клип, поскольку бас-гитарист группы, Дэйв «Феникс» Фаррел, выложил в своём блоге в социальной сети Twitter фотографию со слоном и прокомментировал её так (перевод):
Это наш новый участник группы на съемках нового клипа.
Также Майк Шинода (гитарист и МС группы) оставил на сайте ещё одну визуализацию-пазл. Это представляет собой некую записку другу.
Перевод текста означает:
Здравствуй, друг, наш альбом практически готов. Мы очень хотим, чтобы Вы его услышали. Мы также начинаем выкладывать даты нового тура на linkinpark.com, так что удостоверьтесь, что Вы просмотрели все из них. Я бы хотел сказать больше, но не хочу портить сюрприз… — Майк.
На самом деле на изображении был скрыт невидимый водяной код, означавший следующее:
The Catalyst /// August 2
Это дата выхода и название нового сингла.
8 июля Майк Шинода опубликовал первое официальное заявление о четвёртом студийном альбоме Linkin Park на официальном сайте группы. В нём он подтвердил, что альбом называется A Thousand Suns и выйдет он 14 сентября 2010 года.
Майк писал:
Никаких пазлов и скрытых сообщений на этот раз. Мы рады наконец заявить, что наш новый альбом, A Thousand Suns, будет выпущен 14 сентября.

## Выпуск и продвижение
Первый сингл «The Catalyst» вышел 2 августа, клип для него снял Джо Хан. С 9 июля 2010 до 25 июля 2010 года группой проводился конкурс совместно с MySpace под названием «Linkin Park, Featuring You», в рамках которого фанатам была предоставлена возможность сделать ремикс (или сотворить что-то уникальное) из фрагментов первого сингла «The Catalyst». Победителем конкурса стал Чеслав «NoBrain» Саковски.
26 августа в 8 часов по московскому времени состоялась премьера клипа «The Catalyst» на сайте mtv.com.
А ровно через месяц после релиза дебютного сингла состоялась премьера ещё одной песни из A Thousand Suns — «Wretches And Kings». Её MP3-версию разослали всем, кто сделал предзаказ нового альбома на официальном сайте группы, а для всех остальных песню презентовали на сайте Noisecreep.com.
В этот же день на официальном канале Linkin Park на YouTube был выложен новый эпизод LPTV под названием «Megaphone Brad», в котором показано, как Майк Шинода и Брэд Дэлсон работали над песней «When They Come For Me», и в нём можно услышать несколько отрывков из этой песни. А 3 сентября Warner Music Group DE (немецкое отделение звукозаписывающего лейбла Linkin Park) в своём официальном профиле на аудиохостинге SoundCloud разместили 28-секундный отрывок из следующего сингла Linkin Park под названием «Waiting for the End». 7 сентября полную версию этой песни группа представила на Myspace.
Всемирный тур в поддержку альбома под названием A Thousand Suns World Tour начался 7 октября 2010 года и закончился 25 сентября 2011 года. В рамках тура группа выступила перед Воротами Алькала в Мадриде, исполнение песни «Waiting for the End» откуда было показано на церемонии MTV Europe Music Awards 2010.

Продвижению A Thousand Suns также способствовало то, что песни из альбома звучали в различных видеоиграх. Одновременно с японским релизом альбома 15 сентября 2010 года Warner Music Japan объявил, что «The Catalyst» будет официальным саундтреком Mobile Suit Gundam: Extreme Vs.. Песня «Blackout» стала саундтреком к футбольной видеоигре FIFA 11. 24 сентября на iPhone вышла игра Linkin Park Revenge в стиле Guitar Hero, которая включает четыре песни из альбома, а также шесть песен из предыдущих альбомов. Песня «Wretches and Kings» прозвучала в трейлере видео-игры EA Sports MMA. 

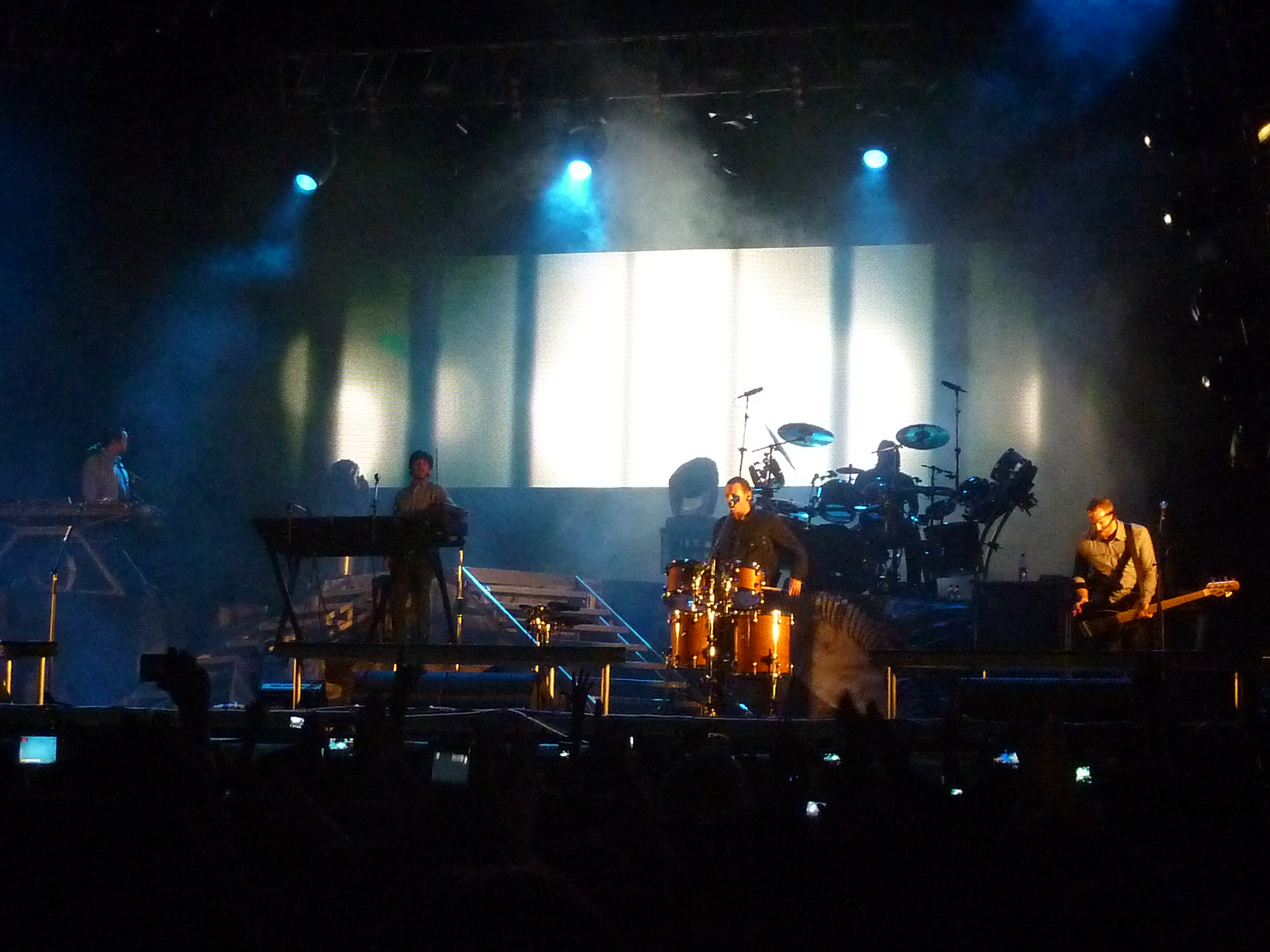
Исполнение «When They Come For Me» на Maquinaria Festival (2010)

Шесть песен из альбома («Blackout», «Burning in the Skies», «The Catalyst», «The Messenger», «Waiting for the End» и «Wretches and Kings») доступны в виде загружаемого контента в «Linkin Park Track Pack» для игры Guitar Hero: Warriors of Rock. Сборник был выпущен 19 октября 2010 года на PlayStation Store, Xbox Live Marketplace и Wii Shop Channel. Кроме того, те, кто купил Guitar Hero: Warriors of Rock на Amazon.com с 17 октября по 23 октября, получили экземпляр A Thousand Suns. Зимой 2010 года ремиксы трёх песен из альбома были доступны в качестве скачиваемого контента для видеоигры DJ Hero 2. 11 января 2011 года был выпущен сборник треков Linkin Park для Rock Band 3. Этот сборник включает в себя «Waiting for the End» и пять других песен из предыдущих альбомов.
22 января 2011 года Linkin Park объявили, что следующим синглом будет «Burning in the Skies». Премьера видео на песню состоялась 23 февраля, выпуск сингла состоялся 21 марта.
5 марта 2011 года Майк Шинода объявил о европейском релизе A Thousand Suns +, ограниченном переиздании альбома, который был выпущен 28 марта 2011 года. Переиздание включает в себя live DVD с полным выступлением группы на MTV Europe Music Awards около Ворот Алькала в Мадриде 7 ноября 2010 года, а также треки в формате MP3.
13 апреля 2011 года Шинода подтвердил, что четвёртым синглом из альбома будет «Iridescent». Он также подтвердил, что будет выпущена новая версия песни, немного короче оригинала, которая станет саундтреком к фильму «Трансформеры 3: Тёмная сторона Луны», а также тот факт, что на песню будет снят клип Релиз сингла состоялся 27 мая 2011 года, премьера клипа на песню, режиссёром которого снова стал Джо Хан, состоялась 3 июня 2011 года на сайте телеканала MTV.

## Приём
| Оценки критиков       | Оценки критиков       |
| Источник              | Оценка                |
| Русскоязычные издания | Русскоязычные издания |
| --------------------- | --------------------- |
| Мир фантастики        | [ 34 ]                |
| Иноязычные издания    |                       |
| Allmusic              | [ 35 ]                |
| Artistdirect          | [ 36 ]                |
| BBC Music             | mixed                 |
| Entertainment Weekly  | B                     |
| Kerrang!              | [ 39 ]                |
| New York Daily News   | [ 40 ]                |
| Rock Sound            | [ 41 ]                |
| Rolling Stone         | [ 42 ]                |
| Spin                  | [ 43 ]                |
| Sputnikmusic          | [ 44 ]                |
| The Village Voice     | положительный         |

### Продвижение в чартах и продажи
Альбом дебютировал под номером один в Billboard 200. Проданный тиражом 241 000 экземпляров,, он опередил Trey Songz с Passion, Pain & Pleasure.
В течение второй недели альбом спустился на третье место с 70000 экземпляров, а за два месяца после выпуска, к декабрю 2010 года, было продано полмиллиона экземпляров. A Thousand Suns был продан тиражом 784 000 экземпляров в июне 2011 года. Альбом дебютировал под номером два в Великобритании с объёмом продаж 46 711 и не смог опередить только The Script Science & Faith с тиражом 70 816 экземпляров. В Канаде альбом достиг № 1 в Canadian Albums Chart с 23000 проданных экземпляров.

### Отзывы критиков
Как и в случае с его предшественником, Minutes to Midnight, A Thousand Suns получил неоднозначные отзывы. В целом, однако, A Thousand Suns получил лучший прием, чем Minutes to Midnight. На сайте Metacritic, собирающем различные оценки и формирующем среднюю оценку всех отзывов, альбом получил средний балл 66 на основе 10 обзоров, указывающих «в целом положительные отзывы».
Тем не менее Джонни Файерклуд из Antiquiet осудил альбом, назвав его «мелодраматическим фарсом», и сказал, что это «механизированный беспорядок сентиментальности […] 15 треков в коллекции как призыв к действию для восстания и активизму, целиком неубедительны». Стивен Томас Эрльюин из Allmusic прокомментировал релиз, сказав, что альбом был «явным продолжением» своего предшественника, назвал его «переработанной идей». Джейми Примак из The Badger Herald писал, что «Есть по крайней мере пять треков, которые содержат не более чем шум и звуковые фрагменты [….] полные песни не особенно смелые или интересные».
Микаэль Вуд из журнала Spin дал ему шесть из десяти звезд, заявив, что альбом «содержит большое количество агрессивного арт-материала», и назвал композицию «The Messenger» «самым неожиданным треком на смело задуманном A Thousand Suns». Джоди Розен из Rolling Stone дал пластинке три из пяти звезд, говоря, что они «чувствуют путь к новой идентичности», и сказал, что они звучали как «убийцы трибьют-групп Linkin Park». Журнал Australia’s Music Network дал альбому смешанный обзор, заявив, что это «радикальное продвижение для группы, но это также очень неравномерно… а есть несколько главных моментов („The Catalyst“, „Wretches and Kings“), многие из треков кажутся экспериментальными, а не полностью сформированный песнями».
Джеймс Монтгомери из MTV похвалил альбом за то, что он «растягивающийся, нестройный, амбициозный и тотально изменил правила игры». Он сравнил альбом с альбомом Radiohead Kid A, но отметил, что A Thousand Suns более оптимистичный. Джорди Каско из Review Rinse Repeat дал альбому высшую оценку, назвав его «эпическим квестом». Он сравнил его с альбомами Pink Floyd The Dark Side of the Moon и Radiohead Kid A, говоря: «A Thousand Suns — это альбом. Это не сборник песен. Он не предназначен для того, чтобы его прослушали как таковой. Группа идёт так далеко, что релиз ITunes-версии — это одна дорожка длиной в 47 минут и 56 секунд. Это не больше „альбом“ в привычном понимании, чем Dark Side of the Moon или Kid A. Конечно, есть узнаваемые песни, но, чтобы понять или оценить любую из них, вы должны понять её в контексте всего альбома». Кристофер Вайнгартен из The Village Voice хвалил альбом, назвав его «лучшей в 2010 авангард-рок-записью с концепцией ядерной войны», а также сравнив её альбомом Radiohead OK Computer.
Рик Флорино из ArtistDirect дал альбому пять звезд из пяти, заявив, что «после A Thousand Suns рок-н-рок всё ещё будет вращаться вокруг Linkin Park», и сказал, что Linkin Park создали свой собственный жанр.
Ян Винвуд из Kerrang! дал альбому оценку «отлично», заявив, что альбом «может только быть лучше всего охарактеризован как политический альбом». Он высоко оценил песни, сказав, что «Это песни, которые были „построены“ так, как были написаны», и сказал, что лучше всего альбом сравнить с альбомом Public Enemy Fear of a Black Planet. Дэйв де Сильвия из Sputnikmusic назвал пластинку «чрезвычайно хорошим продуманным рок-альбомом», добавив, что этот альбом лучше своего предшественника, Minutes To Midnight, но все-таки не так хорош, как первый альбом группы, Hybrid Theory. Дэвид Бьюкенен из Consequence of Sound дал альбому 3,5 звезды из пяти, говоря: «Кто-то может утверждать, что этот новый звук позёрство, полный бред… В сущности, Linkin Park долго собирали всё это вместе, и теперь оно стало ощутимым, полным».

## Список композиций
| №   | Название                                                     | Длительность |
| --- | ------------------------------------------------------------ | ------------ |
| 1.  | «The Requiem [Реквием]»                                      | 2:01         |
| 2.  | «The Radiance [Сияние]»                                      | 0:57         |
| 3.  | «Burning in the Skies [Пламя в небесах]»                     | 4:13         |
| 4.  | «Empty Spaces [Пустые пространства]»                         | 0:18         |
| 5.  | «When They Come for Me [Когда они придут за мной]»           | 4:53         |
| 6.  | «Robot Boy [Мальчик-робот]»                                  | 4:28         |
| 7.  | «Jornada Del Muerto [Долина Мертвых]»                        | 1:34         |
| 8.  | «Waiting for the End [В ожидании конца]»                     | 3:51         |
| 9.  | «Blackout [Слепо]»                                           | 4:39         |
| 10. | «Wretches and Kings [Негодяи и короли]»                      | 4:10         |
| 11. | «Wisdom, Justice & Love [Мудрость, Справедливость и Любовь]» | 1:38         |
| 12. | «Iridescent [Радужный]»                                      | 4:56         |
| 13. | «Fallout [Распад]»                                           | 1:23         |
| 14. | «The Catalyst [Катализатор]»                                 | 5:42         |
| 15. | «The Messenger [Посланник]»                                  | 3:01         |

| №   | Название                       | Длительность |
| --- | ------------------------------ | ------------ |
| 16. | «The Catalyst» (NoBraiN remix) | 4:22         |

| №   | Название                                                 | Длительность |
| --- | -------------------------------------------------------- | ------------ |
| 16. | «The Catalyst» (music video, iTunes Deluxe Edition only) | 4:42         |
| 17. | «Blackbirds» (from the 8-Bit Rebellion! App)             | 3:21         |

| №   | Название                                                              | Длительность |
| --- | --------------------------------------------------------------------- | ------------ |
| 16. | «New Divide» (live at Terra Vibe Park, Athens, Greece, July 21, 2009) | 4:54         |

| №  | Название                                                       | Длительность |
| -- | -------------------------------------------------------------- | ------------ |
| 1. | «Meeting of A Thousand Suns» (making of the album documentary) | 29:46        |

| №   | Название                               | Длительность |
| --- | -------------------------------------- | ------------ |
| 16. | «New Divide» (live in Madrid)          |              |
| 17. | «Waiting for the End» (live in Madrid) |              |
| 18. | «Breaking the Habit» (live in Madrid)  |              |
| 19. | «The Catalyst» (live in Madrid)        |              |
| 20. | «In the End» (live in Madrid)          |              |
| 21. | «What I've Done» (live in Madrid)      |              |

| №   | Название                                                              | Длительность |
| --- | --------------------------------------------------------------------- | ------------ |
| 1.  | «The Requiem»                                                         | 1:38         |
| 2.  | «Wretches and Kings»                                                  | 4:25         |
| 3.  | «Papercut»                                                            | 3:18         |
| 4.  | «New Divide»                                                          | 4:31         |
| 5.  | «Faint»                                                               | 4:08         |
| 6.  | «Empty Spaces/When They Come for Me»                                  | 5:31         |
| 7.  | «Waiting for the End»                                                 | 3:53         |
| 8.  | «Iridescent»                                                          | 5:02         |
| 9.  | «Numb»                                                                | 3:11         |
| 10. | «The Radiance» (piano version; contains excerpts from «The Catalyst») | 1:50         |
| 11. | «Breaking the Habit»                                                  | 3:59         |
| 12. | «Shadow of the Day»                                                   | 5:15         |
| 13. | «Fallout»                                                             | 1:25         |
| 14. | «The Catalyst»                                                        | 6:10         |
| 15. | «The Messenger»                                                       | 3:41         |
| 16. | «In the End»                                                          | 3:29         |
| 17. | «What I've Done»                                                      | 3:32         |
| 18. | «Bleed It Out/A Place for My Head»                                    | 5:06         |

## Участники записи и персонал
| Linkin Park: - Честер Беннингтон — вокал (3, 5-10, 12, 14-15), перкуссия (5, 9), бэк-вокал (5-6, 8, 12, 14), ритм-гитара (12) - Брэд Делсон — гитара, бэк-вокал, клавишные (9), перкуссия (5, 9, 14), ритм-гитара (3), акустическая гитара (15) - Майк Шинода — вокал (3, 6-9, 12, 14), ритм-гитара (8), семпл, клавишные, соло-гитара (3), пианино (1-3, 6, 8-9, 11-12, 14-15), вокодер (1, 13), реп (5, 8, 10) - Дэвид «Феникс» Фаррелл — бас-гитара и бэк-вокал (3, 5-6, 8-10, 12, 14); клавишные (9) - Джо Хан — тёрнтейблизм, программование, семплирование, бэк-вокал - Роб Бурдон — ударные, перкуссия и бэк-вокал (3, 5-6, 8-10, 12, 14) Дополнительно: - Речь Мартина Лютера Кинга в «Wisdom, Justice, and Love» - Интервью Роберта Оппенгеймера в «The Radiance» - Речь Марио Савио в «Wretches and Kings» | Продюсирование - Рик Рубин — продюсер - Майк Шинода — продюсер, звукорежиссёр, креативный директор, Pro Tools - Нил Аврон — микширование - Ким Бриттон — реклама - Антон Брукс — реклама - Линдси Чейз — координация производства - Брэд Делсон — Pro Tools - Райан ДеМарти — координация производства, A&R - Николас Фурнье — ассистент - Джо Хан — креативный директор - Джерри Джонсон — барабанный техник - Лиза Джозеф — A&R - Фрэнк Мэддокс — арт-директор, дизайн, креативный директор - Этан Мэйтс — инженер, Pro Tools - Владо Меллер — мастеринг - Джош Невелл — инженер, Pro Tools - Чеслав «NoBraiN» Саковски — музыкальное программирование - Марк Сантангело — ассистент - Питер Стэндиш — маркетинг - Джош Вановер — cover art, креативный директор - Эллен Вакайама — креативный директор - Том Вэйли — A&R |  |

## Чарты и сертификации
| Чарт (2010)                       | Высшая позиция |
| --------------------------------- | -------------- |
| Australian Albums Chart           | 1              |
| Austria Albums Top 75             | 1              |
| Belgian Albums Chart (Flanders)   | 2              |
| Belgian Albums Chart (Wallonia)   | 4              |
| Canadian Albums Chart             | 1              |
| Czech Republic Albums Chart       | 1              |
| Danish Albums Chart               | 2              |
| European Top Albums Chart         | 1              |
| Finnish Albums Chart              | 6              |
| French Albums Chart               | 4              |
| German Albums Chart               | 1              |
| Greek Albums Chart                | 2              |
| Hungarian Albums Chart            | 3              |
| Irish Albums Chart                | 3              |
| Italian Albums Chart              | 1              |
| Japanese Albums Chart             | 2              |
| Netherlands Albums Chart          | 7              |
| New Zealand Albums Chart          | 1              |
| Norwegian Albums Chart            | 4              |
| Polish Albums Chart               | 2              |
| Portuguese Albums Chart           | 1              |
| Russian Albums Chart              | 3              |
| Spanish Albums Chart              | 3              |
| Swedish Albums Chart              | 5              |
| Swiss Albums Chart                | 1              |
| UK Albums Chart                   | 2              |
| US Billboard 200                  | 1              |
| US Alternative Albums (Billboard) | 1              |
| US Rock Albums (Billboard)        | 1              |

| Территория     | Провайдер | Сертификация |
| -------------- | --------- | ------------ |
| Австралия      | ARIA      | Platinum     |
| Австрия        | IFPI      | Gold         |
| Канада         | CRIA      | Platinum     |
| Дания          | IFPI      | Gold         |
| Финляндия      | ÄKT/IFPI  | Gold         |
| GCC            | IFPI      | Gold         |
| Германия       | BVMI      | Platinum     |
| Япония         | RIAJ      | Gold         |
| Новая Зеландия | RIANZ     | Gold         |
| Польша         | ZPAV/OLiS | Platinum     |
| Португалия     | AFP       | Platinum     |
| Россия         | NFPP      | Gold         |
| Швейцария      | IFPI      | Gold         |
| Великобритания | BPI       | Gold         |
| США            | RIAA      | Gold         |
| Франция        | SNEP      | Gold         |

| Чарт (2010)                     | Позиция |
| ------------------------------- | ------- |
| Japan Oricon albums chart       | 50      |
| US Billboard 200                | 53      |
| US Billboard Alternative Albums | 5       |
| US Billboard Rock Albums        | 7       |
| US Billboard Hard Rock Albums   | 2       |

### Синглы
| Год  | Песня                        | Высшая позиция в чарте | Высшая позиция в чарте | Высшая позиция в чарте | Высшая позиция в чарте | Высшая позиция в чарте | Высшая позиция в чарте | Высшая позиция в чарте | Высшая позиция в чарте | Высшая позиция в чарте | Высшая позиция в чарте | Высшая позиция в чарте | Высшая позиция в чарте | Высшая позиция в чарте | Высшая позиция в чарте | Высшая позиция в чарте | Высшая позиция в чарте | Высшая позиция в чарте |
| Год  | Песня                        | US                     | US Alt.                | US Rock                | AUS                    | NZL                    | UK                     | AUT                    | BEL                    | FIN                    | FRA                    | GER                    | ITA                    | IRL                    | NLD                    | POR                    | SWE                    | SWI                    |
| ---- | ---------------------------- | ---------------------- | ---------------------- | ---------------------- | ---------------------- | ---------------------- | ---------------------- | ---------------------- | ---------------------- | ---------------------- | ---------------------- | ---------------------- | ---------------------- | ---------------------- | ---------------------- | ---------------------- | ---------------------- | ---------------------- |
| 2010 | «The Catalyst» (Gold)        | 27                     | 1                      | 1                      | 33                     | 27                     | 40                     | 18                     | 6                      | —                      | —                      | 11                     | —                      | —                      | 95                     | 27                     | 31                     | 29                     |
| 2010 | «Waiting for the End» (Gold) | 42                     | 1                      | 2                      | —                      | —                      | 90                     | 34                     | 20                     | —                      | —                      | 29                     | —                      | —                      | —                      | 26                     | —                      | 58                     |
| 2011 | «Burning in the Skies»       | —                      | —                      | —                      | —                      | —                      | —                      | 35                     | —                      | —                      | —                      | 43                     | —                      | —                      | —                      | 35                     | —                      | 41                     |
| 2011 | «Iridescent»                 | 81                     | 19                     | 29                     | 39                     | —                      | 93                     | 52                     | —                      | —                      | —                      | 46                     | —                      | —                      | —                      | —                      | —                      | 69                     |

## История релиза
| Регион         | Дата                                             | Формат(ы)                                            |
| -------------- | ------------------------------------------------ | ---------------------------------------------------- |
| Австралия      | 8 сентября 2010                                  | Цифровая дистрибуция, CD, LP, DVD                    |
| Австрия        | 8 сентября 2010                                  | Цифровая дистрибуция, CD, LP, DVD                    |
| Бельгия        | 8 сентября 2010                                  | Цифровая дистрибуция, CD, LP, DVD                    |
| Великобритания | 8 сентября 2010                                  | Цифровая дистрибуция, CD, LP, DVD                    |
| Германия       | 8 сентября 2010                                  | Цифровая дистрибуция, CD, LP, DVD                    |
| Греция         | 8 сентября 2010                                  | Цифровая дистрибуция, CD, LP, DVD                    |
| Дания          | 8 сентября 2010                                  | Цифровая дистрибуция, CD, LP, DVD                    |
| Ирландия       | 8 сентября 2010                                  | Цифровая дистрибуция, CD, LP, DVD                    |
| Испания        | 8 сентября 2010                                  | Цифровая дистрибуция, CD, LP, DVD                    |
| Италия         | 8 сентября 2010                                  | Цифровая дистрибуция, CD, LP, DVD                    |
| Канада         | 8 сентября 2010                                  | Цифровая дистрибуция, CD, LP, DVD                    |
| Люксембург     | 8 сентября 2010                                  | Цифровая дистрибуция, CD, LP, DVD                    |
| Мексика        | 8 сентября 2010                                  | Цифровая дистрибуция, CD, LP, DVD                    |
| Нидерланды     | 8 сентября 2010                                  | Цифровая дистрибуция, CD, LP, DVD                    |
| Новая Зеландия | 8 сентября 2010                                  | Цифровая дистрибуция, CD, LP, DVD                    |
| Норвегия       | 8 сентября 2010                                  | Цифровая дистрибуция, CD, LP, DVD                    |
| Португалия     | 8 сентября 2010                                  | Цифровая дистрибуция, CD, LP, DVD                    |
| Финляндия      | 8 сентября 2010                                  | Цифровая дистрибуция, CD, LP, DVD                    |
| Франция        | 8 сентября 2010                                  | Цифровая дистрибуция, CD, LP, DVD                    |
| Швеция         | 8 сентября 2010                                  | Цифровая дистрибуция, CD, LP, DVD                    |
| Швейцария      | 8 сентября 2010                                  | Цифровая дистрибуция, CD, LP, DVD                    |
| Венгрия        | 9 сентября 2010                                  | Цифровая дистрибуция, CD, LP, DVD                    |
| Польша         | 13 сентября 2010                                 | Цифровая дистрибуция, CD, LP, DVD                    |
| Бразилия       | 14 сентября 2010                                 | Цифровая дистрибуция, CD, LP, DVD                    |
| США            | 14 сентября 2010                                 | Цифровая дистрибуция, CD, LP, DVD                    |
| Япония         | 15 сентября 2010 29 сентября 2010 24 ноября 2010 | Цифровая дистрибуция, CD, CD+DVD Gunpla 30th Edition |